# سرج فارع
سرج فارع قرية سوريّة تتبع إداريّاً لمحافظة حلب منطقة السفيرة ناحية بنان، بلغ تعداد سكانها 1,364 نسمة حسب التعداد السكاني لعام 2004.